# Professor Girafales
Professor Girafales (na versão original, Profesor Jirafales) é um personagem do seriado mexicano Chaves, introduzido no programa Los Supergenios de la Mesa Cuadrada, interpretado por Rubén Aguirre. É o professor da escola em que as crianças frequentam.

## Personalidade
Professor Girafales é um personagem educado, apesar de poder ser rígido e as vezes até mesmo prepotente, como podemos ver quando ele diz "somente uma vez me enganei, quando pensei estar enganado". Ele também é símbolo de maturidade e sabedoria, diferente dos outros personagens do programa, que apresentam atitudes irresponsáveis e infantis. Apesar disso, continua tendo apelidos ofensivos, como por exemplo "quilômetro parado" e "mestre linguiça". Também apresenta um traço romântico, como observado pela forma como trata a personagem Dona Florinda (Florinda Meza).

## Bordões
- "Tá, tá, tá, tá!"
- "Vim lhe trazer este humilde presente."
- "E por qual motivo, razão ou circunstância..." [3]